# Lacerna eatoni
Lacerna eatoni är en mossdjursart som först beskrevs av Busk 1876.  Lacerna eatoni ingår i släktet Lacerna och familjen Lacernidae. Inga underarter finns listade i Catalogue of Life.